# The Escapists
The Escapists je strategická hra, která se hraje z pohledu shora dolů. Tato hra byla vyvinuta společností Moldy Toof Studios a po Steam Early Access (2014) byla vydána v roce 2015 pro Microsoft Windows, MacOS, Linux, Xbox 360, Xbox One a PlayStation 4. V roce 2017 byla hra vydána pro iOS a Android. Verze hry Nintendo Switch obsahující veškerý stahovatelný obsah byla vydána v roce 2018. Hráči převezmou roli vězně a musí uniknout z vězení s čím dál narůstající obtížností.
Recenze byly obecně příznivé a chválily svobodu přístupu, kterou hra nabídla hráčům, některé však frustroval přístup pokus-omyl. V roce 2017 vyšlo pokračování The Escapists 2.

## Hratelnost
V The Escapists musí hráč (který převezme roli vězně) uniknout ze šesti primárních věznic, od velmi jednoduchých po velmi těžké. Pokaždé, když hráč unikne z vězení, odemkne se další vězení. Existují další věznice vydané jako stahovatelný obsah (DLC), které lze přehrávat v libovolném pořadí bez ohledu na postup hráčů.
Na začátku si hráč vybere jejich jméno a může si podle potřeby zvolit jména vězňů a stráží. Jakmile jsou jména vybrána, hra začíná od prvního dne probuzením v cele hráče. Hráči mohou získat různé předměty, které jim pomohou při útěku, tím, že si je koupí nebo ukradnou jiným vězňům, nebo je vyrobí kombinací dvou nebo tří předmětů. Hráči mohou plnit úkoly, co jim dají vězni. Když hráč úkol dokončí, je odměněn $ 25.
Cvičení a používání knihovny umožňuje hráčům vylepšit statiku svých postav, jako je síla, rychlost a inteligence, což zlepšuje jejich schopnosti a šanci na útěk. Každá věznice má své vlastní každodenní rutiny, jako je jídlo, práce, cvičení a sprchy. Vězeň může přeskočit jídlo, sprchy, práci a cvičení bez většího trestu (V případě práce hráč dostane padáka), všechny Roll-Call jsou však povinná a když se hráč nedostaví, dojde k lockdown (Všichni vězni musí do cel). Vězni musí být opatrní, aby skryli veškerý kontraband, protože stráže budou pravidelně prohledávat cely vězňů, a pokud je hráč chycen s kontrabandem, je odstraněn z jejich inventáře a hráč je poslán do samovazby a když hráč udělal jakékoli poškození, jako jsou odštípnuté zdi a tunely, tak jsou opraveny.
Existuje celá řada únikových metod, včetně podněcování k nepokojům, ventilačními otvory, tunely, střechami... Každá věznice má vrstvy zabezpečení od elektrických plotů po vysoké zdi odolné proti poškození. Vězeň obvykle potřebuje různé zbraně, aby mohl vyhrát boj s vězni nebo strážemi. Existuje mnoho druhů zbraní, například obušek nebo plastová vidlička.

## Vývoj a vydání
The Escapists je druhá hra studia Chrisa Davise. Davis v listopadu 2013 získal na hru 7 131 £ prostřednictvím Kickstarteru, což mu poprvé v kariéře umožnilo věnovat se vývoji her na plný úvazek. Na rozdíl od svého prvního titulu, Spud's Quest, Davis podepsal s Team17 vydavatelskou smlouvu, aby se hra lépe prodávala. Team17 přispěl tutoriálem a přenesl hru na pro Xbox One.
Tato hra byla inspirována videohrou Skool Daze z roku 1984, jedním z Davisových oblíbených titulů. Davis omezil systém nápovědy a tutoriál, aby povzbudil hráče k experimentování. Doufal, že když hráči umožní objevit řešení sami, pocítí větší pocit úspěchu.  Pro inspiraci Davis sledoval vězeňské filmy a zkoumal útěky z vězení.
Tato hra byla vydána pro Steam Early Access v srpnu 2014.  Zpětná vazba od vydání předčasného přístupu umožnila Davisovi hru vylepšit, například úpravou obtížnosti. Umožnilo mu to experimentovat s nápady a získávat návrhy z hráčské komunity. Davis uvedl, že „komunita udělala z hry to, čím je“ a „Předběžný přístup byl pro hru opravdu užitečný.“ Celá hra byla vydána v únoru 2015.

## Přijetí

### Hodnocení
The Escapist obdržel obecně pozitivní recenze na Metacritic.
Recenze zdůraznily svobodu v přístupu, kterou hra umožňovala, a recenzenti vyprávěli příběhy o svých neúspěších. GameSpot recenzent Cameron Woolsey popsal tunelování cestu ven, zatímco v Official Xbox Magazine (OXM ) recenzent Andy Kelly, popsal ventilační systém.
OXM uznal, že hra ‚nebude pro každého, protože vyžaduje trpělivost a kreativitu hráče. Bez podrobného tutoriálu X-One věřil, že hra „možná příliš spoléhá na pokus a omyl“. Kimberley Wallace, která psala pro Game Informer, považovala tento přístup typu pokus-omyl za frustrující, protože kvůli výsledkům, které nebylo možné předvídat, byla „neustále trestána za chyby a ztrácela pokrok“. Na druhou stranu cítila, že tato úroveň výzev přispěla k „velkému pocitu úspěchu, když vyhrajete“.
Game Informer kritizoval interakci s ostatními vězni jako povrchní a umělou a vyžadoval, aby hráč provedl „nudnou službu“, aby „jen aby si zvýšil karmu“.  Richard Cobbett, který psal pro IGN, poznamenal, že i přes „rozkošnou 16bitovou grafiku“, bude rychle vnímat spoluvězně bez empatie jako „čisté kousky logické hry“ spíše než postavy. Dále uvedl: „Jako směsice sandboxu, hlavolamů a akcí otevřeného světa nabízí Escapists něco svěžího a zábavného.“ Dan Whitehead z Eurogameru souhlasil a ocenil „vzkvétající sociální prvek hry“, díky kterému je snadné se „vtáhnout do drobných vendet a mini dramat každodenního vězení.“
Eurogamer tuto hru doporučil a dospěl k závěru, že i když hra byla mírně frustrující, „není tu nic, co by opravdu kazilo to, co je jinak příjemná a překvapivá hra“.  GameSpot skončil tím, že řekl, že hra poskytne hodiny zábavy, a když vývojář pracuje na nástrojích pro obsah vytvářený uživateli, může v budoucnu poskytnout ještě více.

## Mapy
Mapy jsou rozděleny na 2 druhy – Základní a extra.

### Základní mapy
- Center Perks
- Stalag Flucht
- Shankton State Pen
- Jungle Compound
- San Pancho
- HMP Irongate

### Extra mapy
- Alcatraz
- Duct tapes are forever
- London Tower
- a další…

## Série
- The Escapists
- The Escapists – The Walking Dead Edition (2015) – spin-off, v němž se nacházejí postavy a místa známá z komiksu Živí mrtví.
- The Escapists 2 (2017)